# Фридерика Бенде
Фридерика Бенде (мађ. Bendé Kovacsev Friderika; Кумане, 21. март 1891 — Будимпешта, 4. јануар 1975) била је мађарска сликарка.

## Биографија
Рођена је 1891. године у Куману као Славна Ковачев. Име мења по одласку у Мађарску. Тамо завршава учитељску а затим и грађанску школу - одсек ручног рада, а потом у Будимпешти и студије на Мађарској краљевској високој уметничкој школи 1922. године. Бавила се педагошким радом, учествовала у раду ликовних колонија, била је члан удружења примењених уметника и удружења мађарских акварелиста и сликара пастела. Излагала је на тридесетак колективних изложби широм Мађарске. Године 1978. њен рођак Бранислав Ковачевић је, по жељи саме сликарке, поклонио Народном музеју у Зрењанину тридесетак њених слика. Њена дела најчешће припадају експресионизму.